# Basel Action Network
Das Basel Action Network (BAN) ist eine internationale Non-Profit-Nichtregierungsorganisation mit dem Ziel, den Export von Giftmüll, giftiger Technologie und giftigen Erzeugnissen von Industrieländern in Entwicklungsländer zu bekämpfen. BAN arbeitet weltweit und hat seinen Sitz in Seattle, im US-Bundesstaat Washington, mit einem Partnerbüro auf den Philippinen. BAN ist benannt nach dem Basler Übereinkommen, einem UN-Vertrag, der die Deponierung giftiger Abfälle, insbesondere in Entwicklungsländer regeln und diese verhindern soll.
BAN finanziert sich aus Spenden und Lizenzgebühren.

## Geschichte und Arbeitsfelder
Der 1997 von dem Aktivisten Jim Puckett gegründete Verein agiert als Wächter und Förderer des Basler Übereinkommens. Die Organisation hat sich einen Namen gemacht als wichtige Informationsquelle für Themen um Elektronikschrott und den Handel mit Elektrogeräten, als Verfechter einer internationalen Politik, die sich des Handels mit Elektrogeräten annimmt, als Recherche-Netzwerk zur Aufdeckung von illegalem Export von Elektronikschrott und als wichtiger Akteur in verschiedenen Kampagnen, wie beispielsweise das Filmen von Elektroschrott beim illegalen Grenzübertritt von Hongkong nach China. 2002 war das BAN Mitautor eines Berichts über die Recyclingmethoden in China samt der Elektronikschrottverarbeitung in Guiyu. 2018 stattete das Basel Action Network 314 gebrauchte Elektrogeräte aus Europa zur Klärung des Verbleibs mit GPS-Trackern aus. Auch hierzu wurde ein Bericht verfasst.
Seit 2009 bietet das BAN mit e-Stewards eine Zertifizierung für Elektronik-Recycling-Unternehmen an.
Ein weiteres Thema der Organisation ist die umweltgerechte Beseitigung alter Schiffe, ohne diese im Meer zu versenken, wie es auch die US-Marine praktiziert.
Jim Puckett ist heute der Executive Direktor der Organisation.

## Belege
1. 1 2  https://www.ban.org/financial-information, abgerufen am 17. Juli 2021
2. 1 2  Weltweites Exportverbot für gefährliche Abfälle beschlossen. In: BUND. 17. September 2019, abgerufen am 17. Juli 2021.
3. ↑  BAN 2011, Annual Report (PDF; 2,5 MB), insbesondere Seiten 8 und 11, abgerufen am 17. Juli 2021.
4. ↑  http://www.ban.org/history, abrufbar am 17. Juli 2021.
5. ↑  Matthew Halverson: Basel Action Network Turns Back the Toxic E-Waste Tide. In: Seattle Met. 20. März 2013, abgerufen am 17. Juli 2021.
6. 1 2  https://www.ban.org/staff, abgerufen am 18. Juli 2021.
7. 1 2  Frank Patalong: Vergiftete Hilfe: Müllkippe Dritte Welt. In: Der Spiegel (online). 24. Oktober 2005, abgerufen am 19. Juli 2021.
8. ↑  Anna Leach: The e-waste mountains – in pictures. In: the Guardian. 18. Oktober 2016, abgerufen am 28. Juli 2021 (englisch).
9. ↑  Times of Waste, Ausstellungsunterlage Kunstgewerbemuseum Berlin 2020, Seite 20 (PDF; 4,2 MB), abgerufen am 17. Juli 2021.
10. ↑  E-waste-Bericht vom 25. Februar 2002, Exporting Harm The High-Tech Trashing of Asia (Memento vom 2. Juli 2021 im Internet Archive) (PDF; 2,8 MB), abgerufen am 19. Juli 2021.
11. ↑  Organisierte Umweltkrminalität Zeit zu handeln (Seite 11). In: VDI Technologiezentrum (PDF). Februar 2021, abgerufen am 17. Juli 2021.
12. ↑  Abfall auf Abwegen. In: greenpeace.de. 7. Februar 2019, abgerufen am 17. Juli 2021.
13. ↑  BAN 2018, Holes in the Circular Economy: WEEE Leakage from Europe, (PDF; 31 MB) abgerufen am 1. August 2021.
14. ↑  https://www.ban.org/e-stewardship, abgerufen am 18. Juli 2021.
15. ↑  http://e-stewards.org/about-us/the-e-stewards-story, abgerufen am 18. Juli 2021.
16. ↑  Onsite Electronics Recycling Earns e-Stewards Certification. In: Recycling Today. 31. August 2011, abgerufen am 18. Juli 2021 (englisch).
17. ↑  BAN, Annual report 2013 & 2014 Seite 4 (PDF; 6,1 MB), abgerufen am 17. Juli 2021.
18. ↑  Kreislaufwirtschaft: Auch Schiffswracks sicher und sauber recyceln. In: Deutscher Naturschutzring. 1. Oktober 2020, abgerufen am 17. Juli 2021.
19. ↑  DeAnne Toto: e-Stewards updates Ethical Electronics Recycling and Refurbishment Standard. In: recyclingtoday.com. 28. Februar 2020, abgerufen am 18. Juli 2021.